# ペドロ・マルティンス (イエズス会士)
ペドロ・マルティンス（Pedro Martins、生年不詳 - 1598年）は、ポルトガルのイエズス会宣教師。

## 経歴・人物
1556年にイエズス会に入会し、エヴォラ大学の教授となり神学の教鞭を執る。後にポルトガル領インドのイエズス会管区長等を務め、第2代日本司教ともなった。これによって1596年（文禄5年）に来日し、豊臣秀吉と謁見する。
しかし長崎にて布教活動を行った際に、同年発生したサン＝フェリペ号事件により殉教したキリシタン（日本二十六聖人）を目撃した事により、翌1597年（文禄6年）に離日した。離日後はインドに戻る予定だったが、翌年渡航途中のジョホール王国のマラッカ沖付近にて急逝した。